# Carneodon laevicollis
Carneodon laevicollis är en skalbaggsart som beskrevs av Macleay 1873. Carneodon laevicollis ingår i släktet Carneodon och familjen Dynastidae. Inga underarter finns listade.